# Museo Estatal de Arte de Hawái
El Museo Estatal de Arte de Hawái está bajo la dirección de la Fundación Estatal de Cultura y Arte de Hawái, y situado en la ciudad de Honolulu, en la antigua sede del YMCA de los Servicios Armados. El nuevo edificio fue inaugurado como museo en 1928.

## Historia
Los políticos estadounidenses John Mott-Smith y Charles Coffin Harris, mientras ambos estaban en el gabinete, bajo el mando del rey Kamehameha V, convencieron a la legislatura de que financiara un hotel. Se inauguró en 1872. El hotel fue convertido en un YMCA en 1917 y utilizado por los militares en la Primera Guerra Mundial. En 1926, el edificio infestado de termitas fue finalmente derribado, y Lincoln Rogers, de la firma Emory & Webb, diseñó uno nuevo al estilo de la misión española.
El nuevo edificio fue inaugurado el 16 de marzo de 1928. El edificio consta de dos pisos en forma de U e incluye una piscina en su patio. Se encuentra en 250 South Hotel Street, Honolulu. Al otro lado de la calle Richards está el edificio del Capitolio de Hawái. El área fue agregada al Registro Nacional de Lugares Históricos en Oahu como el Registro Nacional de Lugares Históricos el 1 de diciembre de 1978.

## Museo
El Museo Museo Estatal de Arte de Hawái está bajo la organización de la Haái State Foundation on Culture and the Arts, y está ubicado en el segundo piso del edificio N.º 1 Capitol distrito. La entrada es gratuita en todo momento. El museo consta de tres galerías. Además de las exposiciones temporales, hay una exhibición permanente de arte hawaiano. Refleja una mezcla de las tradiciones étnicas y culturales de Hawái a través de 132 obras de arte de 105 artistas. En una amplia variedad de estilos artísticos, movimientos y medios de comunicación, la exposición ilustra las variadas influencias culturales que alimentan la creatividad de los artistas hawaianos. El museo está abierto todos los días de 10:00 a 16:00 horas.
Predominantemente compuesta por obras que datan de la década de 1960 hasta el presente, la exposición muestra la expresión de artistas de todo el estado y sus profundas contribuciones a la comprensión de la gente de Hawái y sus aspiraciones. Los artistas: escultor Satoru Abe (1926), escultor Bumpei Akaji (1921-2002), escultor Sean K. L. Browne (1953), escultor Edward M. Brownlee (b1929), Mark Chai ( 1954), Jean Charlot (1898-1979), Isami Doi (1883-1931), Juliette May Fraser (1887-1983), Hon Chew Hee (1906-1993), ceramista Jun Kaneko (1942), John Melville Kelly (1877-1962), Sueko Matsueda Kimura (1912-2001), ceramista Sally Fletcher-Murchison (1933), pintor Huc-Mazelet Luquiens (1881-1961), ceramista David Kuraoka (1946), Ben Norris (1910-2006), Louis Pohl (1915-1999), escultora Esther Shimazu (1957), Shirley Ximena Hopper Russell (1886-1985), Tadashi Sato (1954-2005), Reuben Tam (1916-1991), ceramista Toshiko Takaezu (1922-2011), Masami Teraoka (1936), Madge Tennent (1889-1972), y el escultor Michael Tom (1946-1999) se encuentran entre los artistas cuyas obras están expuestas.